# Vanguarda Socialista
Vanguarda Socialista foi um jornal semanal fundado pelo militante e crítico de arte Mário Pedrosa lançado em 31 de agosto de 1945, ao final da Segunda Guerra Mundial no Rio de Janeiro. Reunia trotskistas, dissidentes do Partido Comunista e intelectuais socialistas. Não era ligado a nenhum partido político e objetivava desenvolver um trabalho de crítica e construção do movimento revolucionário se opondo as diretrizes emanadas pela direção stalinista na União Soviética. O jornal encerrou suas atividades em 1948.
Segundo Antonio Cândido Em torno de Mário se juntaram no Rio principalmente antigos trotskistas ou simpatizantes, inclusive seu concunhado Nelson Veloso Borges, industrial abastado que escrevia no Vanguarda Socialista artigos com pseudônimo, sobretudo sobre a questão agrária, e era provavelmente o principal apoio financeiro do jornal. O Vanguarda Socialista estabeleceu um nível elevado no debate político da esquerda brasileira e contribuiu para aclarar as ideias dos que procuravam se orientar fora dos caminhos mais batidos.

## Influências
Paul Singer descreve sua experiência com o jornal:

Neste panorama é que surge a figura de Mario Pedrosa com o Vanguarda Socialista, que foi para nós um extraordinário educador político. Li o Vanguarda com paixão, ao lado da Folha Socialista, que era editada aqui em São Paulo, e não vejo nenhuma divergência de postura ampla entre os grupos que editavam estes periódicos. A diferença que havia é que o Vanguarda Socialista era mais denso, intelectualmente muito mais pretensioso, publicava textos de Marx, de Engels, de Trotski, de Rosa Luxemburgo, de Kautski, autores que ainda não conhecíamos. (…) Tenho a impressão de que Mario Pedrosa tinha como critério que os clássicos tinham que ser conhecidos diretamente, não por meio de vulgarizadores, coisa que eu, depois que me tornei professor, pratiquei a vida inteira.
Vanguarda Socialista foi responsável pela formação de uma geração inteira de socialistas críticos da posição da burocracia soviética, entre eles Florestan Fernandes e Maurício Tragtenberg. 

## Funcionamento
Hílcar Leite dá detalhes do funcionamento do semanário:
No começo éramos três gatos pingados aqui no Rio de Janeiro: o Mário Pedrosa, o Nelson Veloso Borges e eu. (…) Distribuíamos pelo Brasil: São Paulo, Recife, Belo Horizonte, Juiz de Fora, Porto Alegre, até Manaus. Onde a gente tinha um amigo, mandava o jornal para lá. Ele era impresso aqui no Rio nas oficinas do Jornal do Brasil. Tínhamos um velho companheiro lá, José Caldeira Leal, que tinha arranjado as condições ideais de preço. A Vanguarda não era um jornal clandestino, era vendida em bancas. Foi lançada antes da queda de Getúlio, e no começo chegou a vender 20 mil exemplares.

## Dissidências com Trotsky
Hílcar Leite, um dos redatores do jornal, resumiu assim sua plataforma:
 reanalisar todas as consequências da Revolução Russa, que havia se tornado uma revolução democrática frustrada. Havia se tornado a ideologia de um estado totalitário chamada capitalismo coletivo ou capitalismo de Estado, e não socialismo. Era preciso dar novamente autonomia ao proletariado e recriar sua consciência social e política – isso era fundamental. Mantidas as críticas à democracia burguesa, era preciso também fazer a crítica à democracia soviética (…) o que tínhamos de enfatizar mais, se queríamos conquistar a classe operária, era o exame crítico da União Soviética.
Um dos grandes temas na época era o caráter da União Soviética. Esta seria ainda um estado operário?? Hilcar leite descreve as posições do semanário, que os levará a divisão com as posições de Trotsky, ao final da década de 1930. Este achava que, apesar de tudo, a União Soviética era um estado operário burocratizado, com uma direção burocratizada.
Achávamos que a União Soviética, a partir do momento em que aceitou fazer a guerra, era uma potência capitalista, uma potência imperialista. A gente fez Vanguarda Socialista, que se tornou na América Latina o porta-voz da nova plataforma.

## Outras revistas
Jornais ou revistas semelhantes foram fundadas em todo o mundo, no mesmo período, por sobreviventes das oposições de esquerda – de todos os matizes. Na França fundou-se Socialisme ou Barbarie (fundada em 1949 pelo grupo de Cornelius Castoriadis, Claude Lefort, Daniel Mothé, Edgar Morin etc), Correspondance (fundada em 1951 por C. L. R. James e Martin Glaberman) e News and Letters (fundada em 1955 pela ex-secretária de Trotsky, Raya Dunayevskaya). 